# یواس‌اس مک‌کوک (دی‌دی-۴۹۶)
یواس‌اس مک‌کوک (دی‌دی-۴۹۶) (به انگلیسی: USS McCook (DD-496)) یک کشتی بود که طول آن ۳۴۸ فوت ۳ اینچ (۱۰۶٫۱۵ متر) بود. این کشتی در سال ۱۹۴۲ ساخته شد.